# Temporallobsepilepsi
Temporallobsepilepsi, komplex partial epilepsi eller tinninglobsepilepsi är en form av epilepsi, relaterad till temporalloben. Det är en neurologisk diagnos.
I temporalloben finns viktiga centra för till exempel hörsel, syn och semantik. Temporallobsepilepsi innebär att det finns en överaktivitet mellan synapserna i temporalloben.[källa behövs]

## Kännetecken
Anfall vid temporallobsepilepsi kan uppkomma i olika svårighetsgrad och varaktighet, där allvarliga fall ger medvetandeförlust. I de flesta fallen förekommer aura (förkänningar) före ett anfall, dock inte alltid. En aura vid temporallobsepilepsi kan yttra sig sensoriskt eller psykiskt. Hallucinationer är inte ovanligt, inte heller déjà vu- och jamais vu-upplevelser, flashbacks, depersonalisation och derealisation. Psykiskt kan aura yttra sig i ångest och gråt.
Själva anfallet ger sällan ryckningar eller kramper, något som ofta kännetecknar andra former av epilepsi. I stället kan personen bli stirrande och frånvarande, med motorisk automatism och fysisk stelhet; värre fall (grand mal) kan dock ge konvulsioner, eller göra så att personen ramlar. Det förekommer fall när drabbade under anfallet smackar med munnen, eller har sväljstörningar. Det är vanligt att den drabbade under anfallet hör brusande eller dånande ljud.
Efter anfallet kan personen vara förvirrad, och det är inte ovanligt att personen glömmer anfallet (amnesi).

## Orsaker
Temporallobsepilepsi kan orsakas av inflammationer, infektioner och skador i temporalloben.

## Diagnos och behandling
Temporallobsepilepsi kan ibland feldiagnosticeras av psykiatrin som psykoser, på grund av syn- och hörselhallucinationernas snarlikhet med bland annat schizofreni och schizoaffektivt syndrom.
Temporallobsepilepsi diagnostiseras med EEG, både under vakenhet och sömn, samt magnetresonanstomografi av hjärnan.
Temporallobsepilepsi behandlas med antiepileptika.

## Komorbiditet
Det är inte ovanligt att drabbade också har psykiska störningar. Bara omkring 13% saknar annan psykisk störning. Många har psykopati eller neuroser, och schizofreni är inte ovanligt (dock är uttalade psykoser vid dessa schizofrenier mindre vanliga).